# Корлето Монфорте
Корлето Монфорте је насеље у Италији у округу Салерно, региону Кампанија.
Према процени из 2011. у насељу је живело 623 становника. Насеље се налази на надморској висини од 629 м.

## Становништво
| 1951. | 1961. | 1971. | 1981. | 1991. | 2001. | 2011. |
| ----- | ----- | ----- | ----- | ----- | ----- | ----- |
| 1.546 | 1.473 | 1.196 | 1.146 | 965   | 764   | 643   |